# Terror w pociągu
Terror w pociągu (tytuł oryg. Terror Train) – film fabularny koprodukcji amerykańsko-kanadyjskiej z 1980 roku, z gatunku horror.
W jednej ze swoich pierwszych ról wystąpiła w głównej roli Jamie Lee Curtis, m.in. po tym filmie określona mianem „Królowej krzyku”.

## Fabuła
Podczas noworocznej imprezy, grupka studentów urządza jednemu z pierwszoroczniaków bardzo przykry dowcip. Mówią mu, że umówili go z cudowną dziewczyną, aby razem pobaraszkowali w łóżku, lecz tak naprawdę w łóżku chłopak zastaje trupa z odciętymi kończynami. Po tym incydencie trafia do szpitala psychiatrycznego. Kilka lat po tym incydencie te same osoby wybierają się na imprezkę w pociągu. Jest to bal kostiumowy z okazji zakończenia szkoły. Jeden z nich ginie niezauważony na peronie. Morderca zabiera jego przebranie i wchodzi do pociągu by zyskać kolejne ofiary. Studenci nie wiedzą, że dla części z nich będzie to ostatnia przejażdżka w życiu...

## Obsada
- Ben Johnson jako konduktor pociągu
- Jamie Lee Curtis jako Alana Maxwell
- Hart Bochner jako Doc Manley
- David Copperfield jako magik
- Timothy Webber jako Mo